# Garagouz (títere)

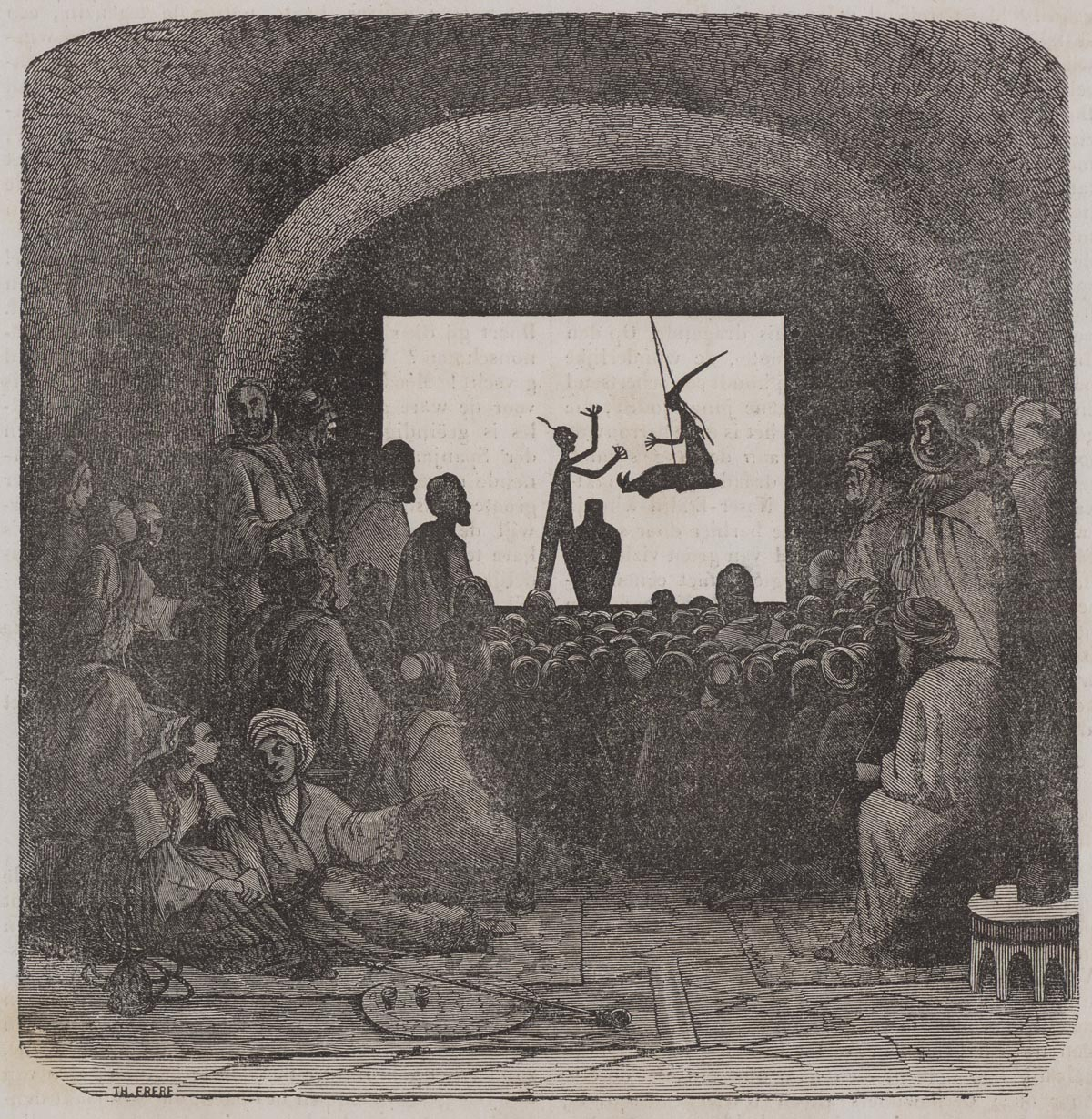
Espectáculo de sombras chinescas en Argel (1843).

Garagouz (en árabe: aڨراڨوز‎) es el actor principal del teatro de sombras en Argelia.

## Etimología
Garagouz vendría de Karagöz (ojo negro en turco). Otra versión apoyaría el nombre de Karakouch, un ministro de Saladino.

## Historia
En cuanto al origen del teatro, la idea no era original: el teatro de sombras era conocido y popular en China, Asia del Sudeste, Indonesia y la India. Se importó de China y Java a Asia central y de la India a la Grecia bizantina. Algunos incluso mencionan la posibilidad de que los gitanos del noroeste de la India trajeran el teatro de sombras al oeste. Otros investigadores sugieren que los verdaderos orígenes del teatro de sombras habrían sido muy probablemente Java, donde se extendió hacia el oeste a la India y luego a Egipto. Los árabes en la época medieval conocían y apreciaban el teatro de sombras chinescas (Khayal a' Thill). Algunos estudiosos otomanos creen que los dos personajes principales, Hacivat y Karagöz, eran personas reales que vivían en Bursa durante el reinado del sultán Beyazid I (1389-1402). Se dice que los dos hombres eran obreros de la construcción que se peleaban entre sí y bromeaban con sus colegas, retrasando la finalización de su trabajo de construcción. Así que el sultán los hizo ejecutar.
En Argelia, Garagouz, cuyos espectáculos se representaban en cafés, plazas públicas o casas, tuvo un gran éxito desde el reinado del sultán Ibrahim I  hasta 1843, cuando fue prohibido por el gobernador general.

## Personajes
Garagouz, el personaje principal, es un hombre del pueblo, pobre y analfabeto pero sin embargo astuto. Es maleducado y vulgar, es franco y se entromete en todo.
A diferencia del turco Garagouz (Karagöz) que está en conflicto con su rival de clase alta Hadshivat en Argelia, Garagouz se opone más a menudo a Lalla Sounbaya y a su sirviente. Las mujeres son generalmente retratadas como volubles, amando el dinero y la vida fácil, y se extienden en absurda charla y descaradamente astuto parloteo.
Alrededor de los personajes principales gravitan las personas del barrio: el adicto al opio, el verdugo de corazones que vive sobre todo del gancho de las mujeres, el enano jorobado fanfarrón, crédulo con sus muecas, preguntas estúpidas y falta de pronunciación, el bufón vigilante que representa a la autoridad, basado en la brutalidad y la arbitrariedad, el defensor de los oprimidos y los desdichados. También están presentes personajes secundarios que hacen breves apariciones como el imán, el rabino, el vigilante nocturno, los vecinos, los músicos, etc. Personas con discapacidades: el tartamudo, el sordo... Representantes de las comunidades, y extranjeros y provinciales.

## Desarrollo
Las representaciones tenían lugar en las tribunas de las plazas públicas, en los cafés o en las casas (para las bodas de circuncisión...). En la parte delantera de la tribuna, se extendía un lienzo y se iluminaba por detrás por una lámpara de aceite. Un manipulador (el mouqaddam) presionaba contra la tela los títeres de colores brillantes, de unos 30 cm de altura y los controlaba con palos. El muqaddam podría contratar asistentes o estudiantes para ayudarlo. Tres o cuatro músicos (tamborileros, un flautista y un tambor) lo acompañaban. Garagouz, el protagonista, abrái la representación saludando al público, alabando al gobierno y anunciando el tema de la obra. La actuación consistía en diálogos cortos, danzas y escenas cómicas basadas en malentendidos lingüísticos, violencia, drama e insinuaciones sexuales. La actuación utilizaba una gran cantidad de interacción e improvisación del público.

## Temas
Las obras se burlaban con humor de las tradiciones, costumbres y moral de la población y de la hipocresía social, denunciaban los abusos contra los representantes de la autoridad, los funcionarios de la corte, los ricos y poderosos.